# أندريس ساليكيت
أندريس ساليكيت زوميتا (بالإسبانية: Andrés Saliquet Zumeta) ماركيز ساليكيت (برشلونة 21 مارس 1877 - مدريد 23 يونيو 1959) هو جنرال في الجيش الإسباني وأحد قادة انقلاب سنة 1936 الذي أدى إلى الحرب الأهلية الإسبانية. وخلال الحرب تولى قيادة جيش الوسط، وهي وحدة جمعت قوات المتمردين في منطقة مابين نهر تاجة إلى مدريد وغواداراما وجبال يونيفيرسال.

## السيرة الذاتية
دخل أكاديمية طليطلة للمشاة في 29 أغسطس 1893، وتخرج منها في 24 يونيو 1895. بعد ذلك بوقت قصير شارك في الحرب الكوبية وبعد ذلك في حروب الريف، حيث نال الترقيات بسرعة. وخلال ديكتاتورية بريمو دي ريفيرا أصبح حاكمًا مدنيًا لسانتاندير (1928)، وفي 8 فبراير 1930 تم تعيينه حاكمًا عسكريًا لقادس.
في سنة 1923 تمت ترقيته إلى العميد، وفي أوائل سنة 1929 أضحى لواء. ولكنه طرد من قيادة قادس العسكرية بعد إعلان الجمهورية الثانية.

### الحرب الأهلية الإسبانية
تقاعد مع إصلاحات أثانيا، لكنه انضم إلى المؤامرة التي نظمها الجنرال إميليو مولا، الذي كلفه بتولي قيادة الفرقة السابعة. لهذا السبب في 19 يوليو 1936 أطاح بالجنرال موليرو بالقوة وأعلن التمرد في مقاطعة بلد الوليد وسيطر على قيادة الفرقة السابعة وجميع الأقاليم التابعة له. لهذا السبب كان أحد الجنود الذين أخرجتهم الحكومة الجمهورية من الجيش في 22 يوليو 1936 أملاً في كبح التمرد العسكري.5 وكان عضوًا في مجلس الدفاع الوطني المشكل في بورغوس، وهو نوع من الحكومة المؤقتة التي حكمت في البداية المناطق التي نجح فيها التمرد. كان جزءًا من مجموعة الجنرالات الذين انتخبوا فرانكو رئيسًا للحكومة وجنرالسيمو للجيوش. واصل قيادة الفرقة السابعة وتحول لاحقًا إلى فيلق الجيش السابع.
في 4 يونيو 1937 تم تعيينه قائدًا عامًا لجيش الوسط حديث النشأة. غطت هذه الوحدة الجبهة من أعالي نهر التاجة إلى جبهة قصرش مروراً بوادي مدريد وجبهة مدريد طليطلة. وفي نهاية الحرب سنة 1939، شارك هو ووحداته التابعة له في موكب النصر في مدريد. في 17 مايو تمت ترقيته إلى فريق.
وصفه سيرانو سونير بأنه «رجل لطيف وصادق ولطيف، وغير مفتون ومخلص جدًا للقيادة».

### ديكتاتورية فرانكو
بعد انتهاء الحرب مباشرة، في 5 يوليو تم تعيينه قبطانًا عامًا للمنطقة العسكرية الأولى (مدريد). ومع ذلك ففي 21 يوليو تم تعيينه مسؤولًا عن المنطقة العسكرية الثانية (إشبيلية)، ليحل محل الجنرال غونزالو كويبو دي يانو. وبعد شهر، أي في 19 أغسطس أعيد تعيينه لقيادة القبطانية العامة لمدريد. ومنذ مايو 1940 بموجب تفويض السلطات من الديكتاتور أصبح ساليكيت في الشخص الرئيسي المسؤول عن القمع الفرانكوي في العاصمة، وتوقيع المئات من أحكام الإعدام الصادرة من المحاكمات العسكرية القصيرة للغاية. وفي مارس 1941 شغل منصب رئيس المحكمة الخاصة لقمع الماسونية والشيوعية، وهو المنصب الذي احتفظ به حتى وفاته.
خلال فترة الديكتاتورية العسكرية كان مستشارًا ومحاميًا في كورتيس. وفي سنوات 1945 و 1946 تولى المجلس الأعلى للقضاء العسكري الرئاسة، بعد نقله إلى الاحتياط لاستيفاء السن القانوني. ومنحه الديكتاتور فرانكو لقب ماركيز ساليكيت.